# Acucu-Toru
Acucu-Toru (em inglês: Acucu-Toru) é uma área de governo local do estado de Rios, na Nigéria, com sede em Abonema. Possui 1443 quilômetros quadrados e de acordo com o censo de 2016, havia 226 300 residentes.